# Skibidi Toilet
Skibidi Toilet là một series hoạt hình dưới dạng machinima gồm các video và shorts trên nền tảng YouTube, do Alexey Gerasimov sáng tạo và đăng tải lên kênh YouTube DaFuq!?Boom!. Được chỉnh sửa bằng phần mềm Source Filmmaker, Skibidi Toilet kể về cuộc chiến hư cấu giữa bồn cầu mọc đầu người và những nhân vật hình người có phần đầu được thay thế bằng thiết bị điện tử.
Kể từ khi đoạn video ngắn đầu tiên được đăng vào tháng 2 năm 2023, Skibidi Toilet đã lan truyền nhanh chóng như một meme Internet trên nhiều nền tảng truyền thông xã hội, nhất là với thế hệ Alpha. Các nhà phê bình coi series này là bước đột phá đầu tiên của thế hệ Alpha vào văn hóa mạng.

## Nội dung
Đây là series phim có ít lời thoại mô tả cuộc xung đột giữa những bồn cầu có đầu người biết hát (gọi là "Skibidi Toilet") và những nhân vật hình người trên đầu gắn camera quan sát (cameramen), loa (speakermen) và TV (TVmen). Lấy bối cảnh ở thành phố New York và nhiều nơi khác, Skibidi Toilet và thủ lĩnh G-Toilet là những đối tượng đang đe dọa loài người. Các cameramen và speakermen liên minh lại để chống lại Skibidi Toilet. "Titan" là các nhân vật có kích thước lớn hơn nhiều so với các nhân vật thông thường. Một loại ký sinh trùng Skibidi Toilet lây nhiễm vào Titan Speakerman làm Titan bị kiểm soát tâm trí. Ở phần sau của series, những nhân vật hình người và Titan có đầu gắn TV xuất hiện. Nhờ có sự giúp đỡ của họ, Titan đầu gắn loa đã thoát khỏi sự kiểm soát tâm trí của ký sinh trùng. Trận chiến dần lan sang các thành phố khác, các Titan cùng nhau tiêu diệt G-Toilet, nhưng hóa ra chỉ là giả mạo. Các Titan triệu tập và đánh bại kẻ chủ mưu Scientist Toilet, nhưng một lần nữa lại bị mắc mưu. Scientist Toilet thực sự đang ẩn náu ở nơi bí mật. Sau khi Titan Cameramen được nâng cấp, thì đồng minh bắt đầu đi xâm chiếm căn cứ của Skibidi Toilet và giải cứu Titan Speakermen. Có môt nhân vật bí ẩn tên là Secret Agent, hắn có một ánh sáng xanh lá và là người đã tạo ra Skibidi Toilet, Cameramen, Speakermen, TVmen. Sau khi giết được Scientist Toilet, có một bộ tộc mới xuất hiện gọi là bộ tộc Astro, và cuộc chiến vẫn còn tiếp diễn.
Business Insider mô tả series này là "một cuộc chạy đua vũ trang bất tận khi cả bên Skibidi Toilet và bên nhân vật hình người trên đầu gắn thiết bị điện tử ngày càng tạo ra những chiến binh mạnh hơn". Bản mashup của các bài hát "Give It to Me" của Timbaland và "Dom Dom Yes Yes" của Biser King", được tạo bởi người dùng TikTok @doombreaker03, xuất hiện trong mỗi tập dưới dạng ca khúc cửa miệng của Skibidi Toilet, đồng thời cũng là là nguồn gốc cho cái tên Skibidi. Bài hát "Everybody Wants to Rule the World" do nhóm nhạc Tears for Fears sáng tác đã được đưa vào một số video có chủ đề liên quan đến sự phản kháng của nhân vật cameramen.

## Đặc trưng
Chương trình cũng có đề cập đến các trò chơi điện tử, chẳng hạn như nhân vật G-Man bắt nguồn từ trò chơi điện tử Half-Life, trong khi các điệu nhảy do những nhân vật cameramen biểu diễn được lấy cảm hứng từ các điệu nhảy từ một trò chơi battle royale trực tuyến tên là Fortnite.

## Bối cảnh và sản xuất
Skibidi Toilet được sản xuất bởi Alexey Gerasimov (tiếng Nga: Алексей Герасимов, sinh ngày 22 tháng 4 năm 1998), một YouTuber người Nga còn được biết đến với tên gọi "DaFuq!?Boom!" hoặc "Blugray". Năm 2014, anh bắt đầu tìm hiểu cách làm phim hoạt hình, đến năm 2019 thì anh chuyển sang sinh sống tại Gruzia. Trước khi sản xuất series Skibidi Toilet, video I'M AT DIP đã có hơn 45 triệu lượt xem vào tháng 7 năm 2023.
Alexey Gerasimov đã đăng tải dài kỳ Skibidi Toilet từ tháng 2 năm 2023. Phần mềm mà Alexey Gerasimov dùng để sản xuất phim là Source Filmmaker, một phần mềm đồ họa máy tính 3D miễn phí do Valve phát hành, thường được sử dụng để tạo và chỉnh sửa clip và phim trực tuyến. Một số nội dung của series được lấy từ trò chơi điện tử như Half-Life 2 và Counter-Strike: Source. Năm 2022, bài hát "Dom Dom Yes Yes" của Biser King đã trở thành meme TikTok. Paryss Bryanne, cũng là một người dùng TikTok, quyết định chế lại meme này bằng cách cho thêm các pha giật gân kèm những đoạn phim cắt nhanh. Alexey cho rằng bản chế của Paryss Bryanne là một trong những nguồn cảm hứng tạo nên Skibidi Toilet.
Video mới được ra mắt sau vài ngày, và khoảng cách giữa các tập phim ngày càng giãn ra để tăng chất lượng sản xuất.

## Đón nhận và ảnh hưởng

### Độ phổ biến
Khán giả Skibidi Toilet chủ yếu thuộc thế hệ Alpha (sinh năm 2012 trở về sau). Mặc dù series này không xuất hiện trên YouTube Kids, một ứng dụng được thiết kế dành cho trẻ em dưới 13 tuổi, nhưng Skibidi Toilet vẫn được lứa tuổi học sinh tiểu học yêu thích. Skibidi Toilet đã thúc đẩy khán giả tạo và đăng các tác phẩm tự làm, chẳng hạn như trò chơi, fan fiction, tác phẩm nghệ thuật, cũng như tiếng lóng "skibidi" của thế hệ Alpha.
Cho đến tháng 11 năm 2023, những video YouTube liên quan đến Skibidi Toilet đã đạt 65 tỷ lượt xem, trong khi trên nền tảng mạng xã hội TikTok thì hashtag "#SkibidiToilet" trở thành xu hướng và thu hút 15,3 tỷ lượt xem. Đến tháng 12, kênh "DaFuq!?Boom!" đã có 37 triệu người đăng ký, đạt mức tăng trưởng nhanh chóng đến mức có lúc vượt qua tốc độ phát triển của kênh MrBeast, kênh được đăng ký nhiều nhất trên YouTube. Bên cạnh đó, series cũng biến thành meme internet và video trên Instagram. Tờ Washington Post thậm chí còn gọi đây là "hiện tượng trực tuyến lớn nhất trong năm".
Theo bảng xếp hạng của Tubefilter, đến cuối tháng 4 năm 2023, "DaFuq!?Boom!" đã lọt vào danh sách 50 kênh YouTube được xem nhiều nhất ở Hoa Kỳ, xếp ở vị trí thứ 33. Đến tháng 6, kênh này đã đạt được cột mốc 5 tỷ lượt xem, trở thành kênh YouTube được xem nhiều nhất ở Mỹ trong tháng đó. Biên tập viên Sam Gutelle lưu ý rằng trước đây kênh này không được nhiều người để ý lắm, ngoại trừ một số "kẻ cuồng hoạt hình trong cộng đồng meme". Ấn phẩm phụ của Daily Dot tên là Passionfruit nghi ngờ sự nổi tiếng của series là do "thiết kế kết hợp phong cách đơn giản, dễ thương, pha nhiều yếu tố kỳ lạ", đồng thời có đề cập tới những nhân vật đáng sợ nổi tiếng khác như Sans và Siren Head.

### Đánh giá
Tạp chí Dazed đã mô tả Skibidi Toilet là "điên cuồng, khó đoán, hài hước và đôi khi thực sự khiến người xem lo lắng". In The Know của Yahoo so sánh series có phong cách hoạt hình tựa như phong cách của một trò chơi di động, mô tả video có "chuyển động giật cục và nét mặt cường điệu hóa". Cartoon Brew, một trang web chuyên về mảng hoạt hình, nhận xét rằng mặc dù Skibidi Toilet "trông còn khá "thô sơ" so với các hãng phim lớn [...] nhưng không thể nghi ngờ gì về việc Gerasimov là một nhà làm phim hiểu rõ nhịp độ, cách quay phim, thiết kế âm thanh và cách kể chuyện".
Nhiều ấn phẩm đã nhấn mạnh một dòng tweet lan truyền, trong đó người dùng @AnimeSerbia gọi series là Slender Man của thế hệ Alpha. Ấn phẩm Insider khẳng định series này minh họa cho sự khởi đầu của một thế hệ mới, bài viết đã dẫn mối quan hệ giữa thế hệ Millennials và thế hệ Z làm ví dụ. Tài khoản Indy100 của The Independent nhận xét rằng "[Thế hệ Z] sẽ phải đối mặt với sự chế giễu, như những gì mà [thế hệ Z] đã chế giễu thế hệ Millennials." News.com.au nhận định "[series] là lời nhắc nhở kịp thời rằng thế hệ Alpha đang đến rất gần".
Washington Post ghi nhận sự độc đáo của series trong việc tạo ra một câu chuyện hoàn toàn bằng các video ngắn (shorts) và nhận xét về khả năng của YouTube trong việc luôn là đối thủ nặng ký khi cạnh tranh với nền tảng TikTok. Adam Bumas, khi chấp bút một bài viết trên tờ Garbage Day của nhà báo Ryan Broderick, đã nhận xét rằng series này nghiêng về "tính thẩm mỹ kỳ lạ trên Internet", tạo ra yếu tố hoài cổ. Bên cạnh đó, Business Insider cũng lặp lại luận điểm này, đồng thời cho rằng series sử dụng nội dung của trò chơi điện tử cũ.

### Phản đối
Một số trang web dành cho phụ huynh và các tờ báo của Indonesia tuyên bố rằng tính bạo lực và hình ảnh kỳ quái Skibidi Toilet có thể gây hại cho trẻ nhỏ, gọi đó là "Hội chứng Skibidi Toilet". Trên mạng xã hội đã xuất hiện các video lan truyền, trong đó trẻ em chui vào thùng và bắt chước đang chui vào trong bồn cầu. Báo Lao Động tại Việt Nam cho rằng, nội dung mang đậm tính bạo lực, độc hại, ảnh hưởng đến tâm lý và cuộc sống hàng ngày của trẻ. Có trẻ chui vào nhà vệ sinh rồi ngóc mặt lên cho giống "Skibidi Toilet", cũng có trẻ sợ hãi, không dám đi vệ sinh sau khi xem series này.
Tháng 1 năm 2024, cảnh sát Nga đã tiến hành điều tra Skibidi Toilet vì một người dân ở Moscow cáo buộc series này có chứa nội dung gây hại cho trẻ em.